# Carlo Pisacane
Carlo Pisacane, duca di San Giovanni (Napoli, 22 agosto 1818 – Sanza, 2 luglio 1857), è stato un rivoluzionario, patriota e militare italiano, di ideologia socialista libertaria  e di orientamento federalista d'impronta proudhoniana.
Partecipò attivamente all'impresa della Repubblica Romana, assieme a Giuseppe Mazzini, Aurelio Saffi, Goffredo Mameli e Giuseppe Garibaldi, ma rimase particolarmente celebre per aver guidato il fallimentare tentativo di rivolta nel Regno delle Due Sicilie, che ebbe inizio con lo sbarco a Sapri e che fu represso nel sangue a Sanza, ambedue località del salernitano.

## Biografia

### Studi militari e viaggi
Figlio cadetto del duca Gennaro Pisacane di San Giovanni, e di Nicoletta Basile De Luna, apparteneva a una famiglia aristocratica decaduta. All'età di dodici anni entrò nella Scuola militare di San Giovanni a Carbonara e due anni dopo passò nel collegio militare della Nunziatella dove era allievo anche suo fratello Filippo, che ebbe il grado di tenente del reggimento degli Ussari rimanendo fedele al proprio re sino alla fine.
Pisacane compì in giovinezza studi confusi ma appassionati che ne caratterizzarono la personalità idealista e visionaria, tanto da farlo considerare da taluni studiosi come uno dei primi socialisti propugnatori dell'utopia egualitaria.
Nel 1839 fu nominato alfiere del 5º Reggimento Fanteria di Linea "Borbone" del Real Esercito. La brillante carriera militare che gli si prospettava tuttavia mal combaciava con il suo carattere e la sua personale visione del mondo.
Nel 1840 fu inviato a Gaeta affinché coordinasse il lavoro di costruzione della ferrovia Napoli-Caserta, e l'anno successivo, condannato per adulterio, fu trasferito nella fortezza di Civitella del Tronto. Quest'ultima esperienza venne descritta da Pisacane nell'opera Memoria sulla frontiera nord-orientale del Regno di Napoli.
Intorno ai trent'anni diventò sempre più insofferente del conformismo caratteristico degli ambienti aristocratici e militari borbonici: abbandonò la carriera militare e si ritirò a vivere con la sua amante, Enrichetta Di Lorenzo, moglie di suo cugino Dionisio Lazzari che nel 1846 cercò di farlo uccidere da suoi sicari.  Salvi per miracolo, nel 1847 i due, destando scalpore nell'alta società napoletana, decisero di fuggire, inseguiti dalla polizia borbonica, da Napoli. In quel momento Enrichetta aspettava già un bambino da Carlo. Prima a Marsiglia, poi a Londra giunsero a Parigi, rifugio degli esuli politici italiani, dove Pisacane conobbe molti personaggi illustri come il generale Pepe, rifugiato a Parigi sin dai tempi dei moti del 1820, Dumas, Hugo, Lamartine e George Sand.
Proprio a Parigi però, i due furono arrestati dalla polizia francese. Finirono entrambi in carcere dove, nonostante i tentativi di persuasione dell'ambasciatore di Napoli a Parigi, Enrichetta decise di restare con Carlo. 
La detenzione non durò a lungo comunque, perché, secondo le leggi dell'epoca, non si poteva trattenere una donna per adulterio se non su richiesta del legittimo coniuge. Dionisio Lazzari, non sporse mai denuncia per adulterio, al fine di evitare le conseguenze legate al suo tentato assassinio di Carlo.
Nel novembre 1847 (21 ottobre 1847 secondo i documenti militari francesi in cui viene indicato come il sous-lieutenant Pisacane Charles) Pisacane si arruolò nella legione straniera francese come sottotenente, lasciando Enrichetta, che visse in povertà a Marsiglia da dove, dopo aver partorito la figlia Carolina, morta prematuramente, raggiunse Pisacane in Algeria, arruolandosi anche lei come infermiera, dove era da poco stata domata la guerriglia antifrancese capeggiata dall'Emiro ‘Abd el-Qader. Quell'esperienza indusse Pisacane a riflettere sui vantaggi della tattica imprevedibile della guerriglia contro un esercito regolare ancora di stampo post-napoleonico, abituato ad agire secondo schemi fissi.
Insofferente dell'inattività, non appena seppe della rivoluzione di Parigi si congedò temporaneamente dalla legione (risulta però nel Journal militaire come démissionaire solo nel 1849) per partecipare assieme a Enrichetta all'insurrezione del giugno 1848 in seguito alla quale Luigi Filippo d'Orléans abdicò al trono.

### Il fallimento della Repubblica Romana
Nel frattempo soffiava aria di rivolta anche in Italia: Pisacane e Carlo Cattaneo parteciparono ai moti milanesi contro gli austriaci. Pisacane, capitano comandante la 5ª Compagnia Cacciatori dei Corpi Volontari Lombardi fu ferito gravemente a un braccio in uno scontro con gli austriaci a Monte Nota nel territorio di Tremosine, poi entrò come volontario nell'esercito piemontese partecipando alla prima guerra d'indipendenza. Il conflitto si risolse in una sconfitta per il Piemonte, ma Pisacane non si lasciò abbattere e si trasferì l'8 marzo 1849 a Roma dove, insieme con Goffredo Mameli, Giuseppe Garibaldi, Aurelio Saffi e Giuseppe Mazzini (che incontrò per la prima volta in quell'occasione e di cui divenne un seguace convinto) fondò la Repubblica Romana e ne divenne subito commissario di guerra, difendendola con tenacia a capo dell'esercito popolare, in qualità di capo di stato maggiore. Fu merito suo la vittoriosa difesa del 30 aprile contro un attacco dei francesi, che erano stati chiamati da Papa Pio IX per reprimere, così sostenevano i papalini, la «sovversione istigata dalla massoneria anticlericale». La sua compagna Enrichetta partecipò concretamente, combattendo con Carlo nella zona del Gianicolo e occupandosi, assieme ad altre patriote tra cui Cristina di Belgiojoso, della cura dei feriti attraverso un sistema di cure efficienti e ospedali mobili. Enrichetta viene infatti nominata "direttrice delle ambulanze".
Con il fallimento dell'impresa, il 3 luglio 1849 fu arrestato e imprigionato in Castel Sant'Angelo. Liberato poco dopo, partì per Marsiglia, poi per Losanna e infine esule con Enrichetta a Londra. In questi anni presta la sua collaborazione alla rivista mazziniana "Italia del popolo", anche se il suo pensiero si sta avvicinando al socialismo.

### L'avvicinamento al socialismo utopistico e libertario
(Saggio sulla rivoluzione)
Nel periodo londinese, mentre Karl Marx diffondeva il suo "socialismo scientifico", rielaborò il suo personale progetto politico, prima manifestazione di un nucleo italiano di pensiero socialista, innestato sulle suggestioni illuministiche, in cui si collegava l'ideale dell'indipendenza nazionale alle aspirazioni di riscatto sociale e politico delle masse contadine. Avvicinandosi in parte al pensiero di Giuseppe Ferrari e Carlo Cattaneo, fu profondamente influenzato dalle idee francesi del “socialismo utopistico” e del socialismo libertario pre-marxista, espresso dalla sua formula «libertà e associazione», che aveva avuto i suoi precursori in François-Noël Babeuf e Filippo Buonarroti.
Pisacane credeva che prima ancora dell'istruzione e formazione del popolo, secondo quanto predicava la dottrina mazziniana, occorresse risolvere la questione sociale, che poi era la questione contadina, con la riforma agraria.
Negli anni tra il 1848 e quello della tragica spedizione in Campania, le meditate letture di Proudhon e Fourier lo portarono a polemizzare con Mazzini sul carattere della futura rivoluzione italiana, come dimostrano le opere "Guerra combattuta in Italia negli anni 1848-49" e "Saggi storici politici e militari sull'Italia", non pubblicati subito. L'atteggiamento di Pisacane non si discostava sostanzialmente da quello dell'anarchico russo Bakunin nella sua fase panslavista. L'ideologia bakuniniana del resto aveva una consistente influenza sulla formazione politica di una parte dei patrioti italiani come ad esempio Garibaldi.
La rivoluzione nazionale doveva scaturire dalla rivoluzione sociale. Per liberare la nazione occorreva che prima insorgessero le plebi contadine offrendo loro la liberazione economica con l'affrancamento dai loro tiranni immediati: i proprietari terrieri.
Similmente al mutualismo formulato da Proudhon, Pisacane teorizzava che a ciascun lavoratore fossero garantiti i frutti del proprio lavoro e che la proprietà privata non fosse solamente abolita ma «dalle leggi fulminata come il furto», dichiarandosi altresì sostenitore della proprietà collettiva delle fabbriche e dei terreni agricoli.
Coerentemente con tali idee, per Pisacane lo scopo ultimo della rivoluzione non era la costituzione d'uno stato centralizzato, sul modello giacobino o blanquista, bensì la formazione d'una società retta da una forma di governo essenzialmente anarchica, non gerarchica e cantonalistica. Propose dunque la semplificazione delle esistenti istituzioni politiche e sociali, affermando che la società «costituita nei suoi reali e necessari rapporti, esclude ogni idea di governo». Secondo Pisacane, i moti rivoluzionari precedenti  "attaccavano la forma del dispotismo e non già il dispotismo medesimo", crede inoltre "che l'Italia non possa sperare salvezza che dal socialismo", non disgiunto dalla lotta per la libertà nazionale. "Io sono convinto" scriveva nel suo testamento politico, "che nel Sud la rivoluzione morale esista: sono convinto che un impulso gagliardo può sospingerlo al moto, e però il mio scopo, i miei sforzi sonosi rivolti a mandare a compimento una congiura la quale dia un tale impulso".

### Ateismo e irreligione
Altro motivo di contrasto con l'ideologia mazziniana era la questione religiosa. Mentre Mazzini si considerava l'apostolo di una nuova religione con un personale concetto di Dio - per alcuni tratti avvicinabile al deismo settecentesco, con evidenti influssi della religiosità civica e preromantica di Rousseau - e definiva il Papato «la base d'ogni autorità tirannica», Carlo Pisacane si dichiarava apertamente ateo. Nel suo Saggio sulla Rivoluzione scriveva, tra l'altro: «Chi ha creato il mondo? Non lo so. Di tutte le ipotesi la più assurda è quella di supporre l'esistenza di un Dio. E l'uomo creato a sua immagine; questo Dio, l'uomo l'ha creato ad immagine propria, e ne ha fatto il Creatore del mondo». Una «particella» assurdamente «creatrice del tutto».
La religione aggiungeva essere «la causa più potente che si opponga al progresso dell'umanità» e in quanto effetto «dell'ignoranza e del terrore» dovrà scomparire dalla «società rigenerata che dovrà essere indubitatamente irreligiosa.»
«Nella società rigenerata (caratterizzata dall'irreligione e dall'ateismo) non avranno più ragion d'essere né antagonismi sociali né contrasti d'interesse tra il popolo e il ceto dei filosofi come invece è avvenuto e avviene in tutte le costituzioni non riformate.»
La nuova fede sarà allora l'irreligione ossia il non aver fede in alcuna rappresentazione religiosa che non è altro che il frutto fantastico della immaginazione umana. Pisacane è convinto che l'irreligione è già presente nel modo di sentire popolare, mentre il socialismo è una dottrina ancora poco compresa ma alla fine i due ideali coincideranno e per la prima volta l'umanità sarà in grado di vivere una vita terrena svincolata dalla falsa consolazione di una felicità ultraterrena.
La questione religiosa dovrà essere affrontata politicamente nell'ambito di una visione materialistica della storia. «Da qui si capisce il non accanimento antireligioso di Pisacane e la relativa importanza che egli attribuisce al papato e alla sua capacità di condizionare la politica italiana una volta realizzata la rivoluzione.»
Divergendo da Mazzini sul socialismo e la questione religiosa, non venne comunque meno la stima personale fra i due.

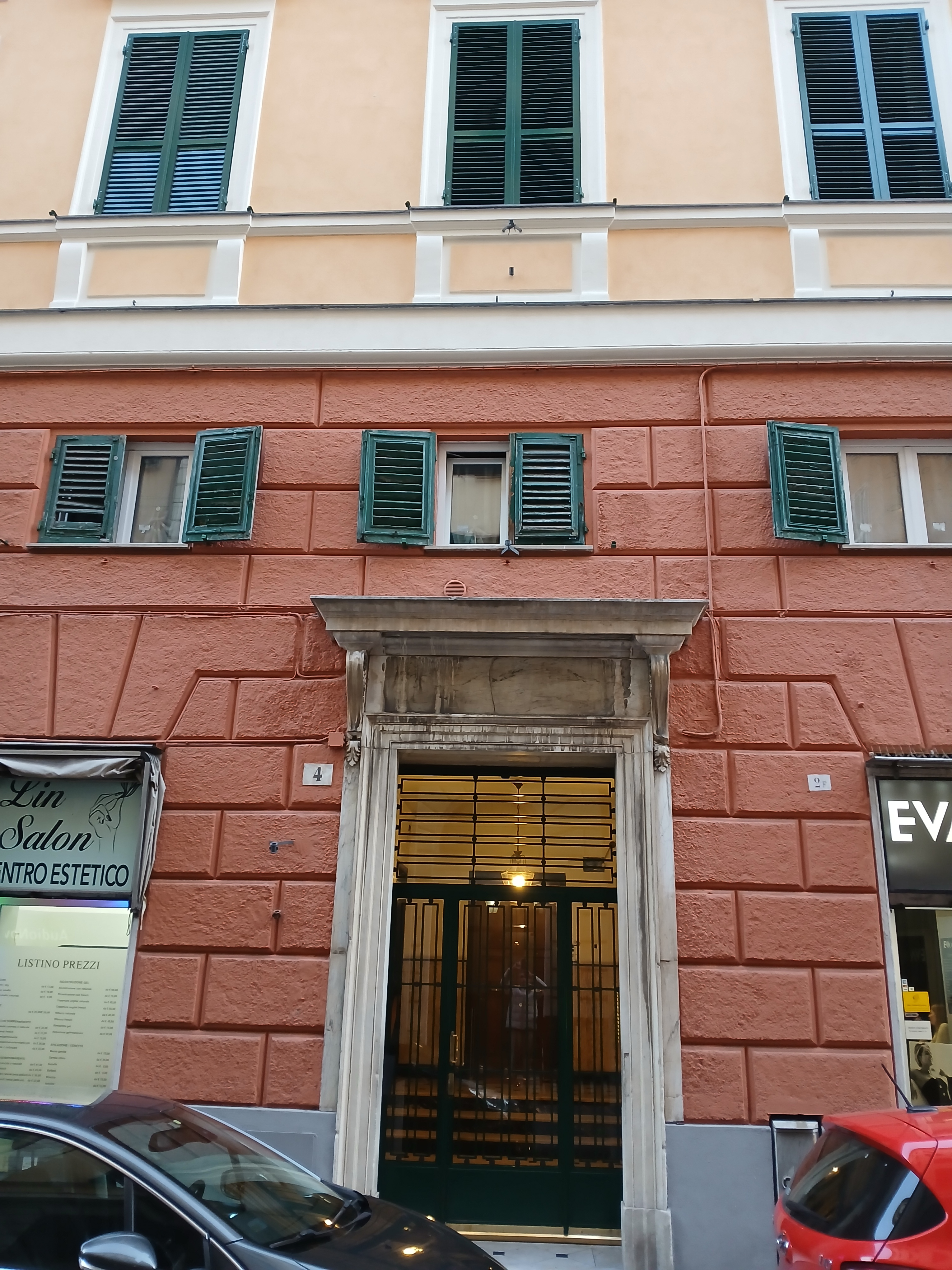
Genova, via Colombo 4, monumento nazionale

Coerente con la sua posizione ideologica Carlo Pisacane non fece battezzare nessuna delle 3 figlie a cui diede il proprio cognome: 
- Caroline Henriette Clémence: nata a Marsiglia il 30 novembre 1847 e ivi deceduta il 17 febbraio 1848;
- Henriette: nata a Lugano il 5 ottobre 1848 e deceduta l'anno seguente a Genova;
- Silvia: nata a Genova il 9 novembre 1852, registrata dal padre in ritardo.

La terza figlia verrà registrata in ritardo sia perché in quel momento grazie all'interessamento di Giuseppe Ferrari Carlo insegnava contabilità alla libera università di Bruxelles (Rassegna storica napoletana 1934 Pisacane: Guida del corso ed elenco delle materie di contabilità generale, che denota la cura che mettesse ... Carlo Pisacane- Via Colombo n . 4 , appartamento 11. Genova „ . Sul dorso della lettera appunti di matematica di mano di Pisacane) sia perché aveva avuto delle difficoltà burocratiche a registrarla in comune come spiegherà in una lettera a Carlo Cattaneo del 18 gennaio 1853 in cui scrisse: "Per cinque anni siamo stati abilissimi a non far figli, ora ci siamo capitati, io dico che mia figlia è un equivoco. Un altro paio di questi equivoci e siamo rovinati".

### La propaganda del fatto
Pisacane fu il teorico in Italia di quella che sarebbe poi diventata la "propaganda del fatto", ovvero l'azione avanguardista che genera l'insurrezione, l'esempio che consente l'innesco per il propagarsi della necessaria rivoluzione sociale e da questo la necessità di impegnarsi fisicamente e attivamente nell'impresa rivoluzionaria.

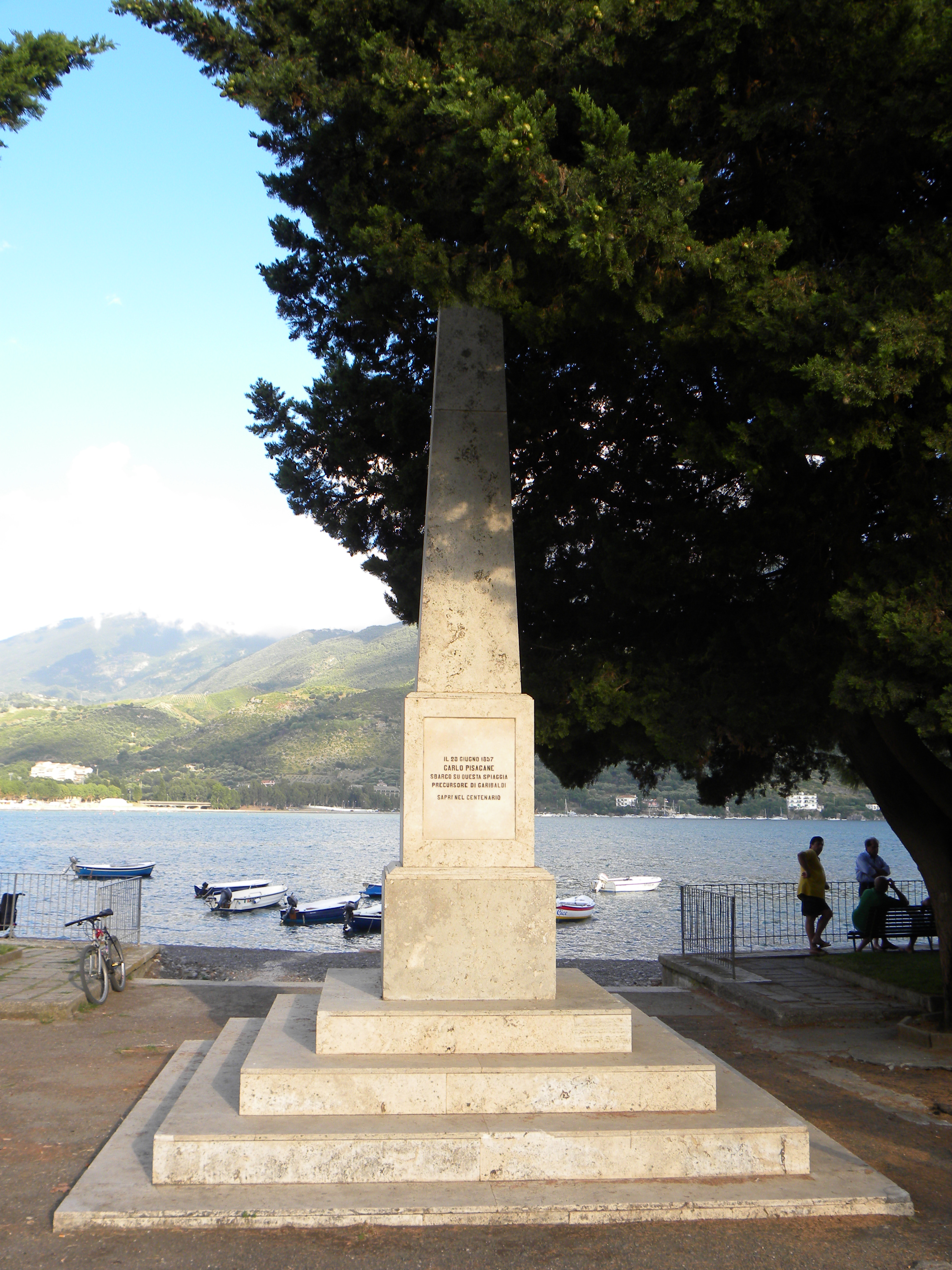
Lo sbarco di Carlo Pisacane è ricordato a Sapri con un monumento nei pressi della spiaggia.

Solo dopo aver liberato il popolo dalle sue necessità materiali si sarebbe potuto istruirlo ed educarlo per condurlo alla rivoluzione. Ribadiva ancora infatti nel suo testamento politico posto in appendice al Saggio sulla rivoluzione: «profonda mia convinzione di essere la propaganda dell'idea una chimera e l'istruzione popolare un'assurdità. Le idee nascono dai fatti e non questi da quelle, e il popolo non sarà libero perché sarà istrutto, ma sarà ben tosto istrutto quando sarà libero». Questo il senso del suo affermare che «L'Italia trionferà quando il contadino cangerà spontaneamente la marra con il fucile».
Nello stesso scritto, egli polemicamente sosteneva che «la dominazione della casa Savoia e la dominazione della casa d'Austria sono precisamente la stessa cosa» e che «il regime costituzionale del Piemonte è più nocivo all'Italia di quello che lo sia la tirannia di Ferdinando II».
Espressioni questi di un socialismo radicale avverso a ogni riformismo e alle soluzioni della questione sociale in senso interclassista come auspicava lo stesso Mazzini. Per questo Carlo Pisacane è da molti considerato non solo un patriota e rivoluzionario, ma un precursore dell'anarchismo, se non un vero e proprio anarchico.

### La pianificazione della guerriglia nel Sud Italia
Dopo un periodo di lavoro presso la tipografia elvetica di Capolago ed una supplenza come insegnante di matematica al liceo cantonale di Lugano ottenuta grazie a Carlo Cattaneo, si trasferì nell'inverno 1852-1853, a Genova, dove divenne il 9 novembre 1852 padre della citata Silvia. 
Poi si trasferi a Torino, dove lavoro' nel 1856 al tratto ferroviario Fossano-Mondovì (la tratta fino a Saluzzo venne inaugurata il primo gennaio 1857 con il completamento della relativa stazione, nel 1853 Pisacane aveva già lavorato, però al progetto della galleria Valenza sulla tratta Novara-Alessandria-Genova il progetto recuperato tra i suoi manoscritticonfuso è stato pubblicato nel 1936 nella rivista Rassegna storica del Risorgimento) della linea Torino Savona (un'esperienza poco studiata finora dai suoi biografi, ma che mise in contattato diretto con gli operai che lavoravano sul cantiere della strada ferrata, proprio in quel periodo la sua adesione ad una protesta degli operai per la scarsa sicurezza sul cantiere gli creò problemi con la società di costruzione della ferrovia 
in seguito alla sua sostituzione con l'ingegnere Amedeo Peyron (che completò negli anni successivi il progetto), sempre tenuto d'occhio dalla polizia, frequentò il filosofo russo Aleksandr Herzen che lo persuase del potenziale che avevano le masse. 
Pisacane incominciò allora a pensare ad un'azione che partisse dal profondo Sud dello stivale coinvolgendo masse di contadini.
Allo scopo di mettere in atto le proprie convinzioni, incominciò a prendere contatti con altri patrioti e cospiratori che condividevano le sue stesse idee. Fra questi si ricorda Nicola Fabrizi, conosciuto all'epoca della difesa di Roma e col quale strinse una forte amicizia. Fabrizi contattò diversi patrioti nella Legione italica, intenzionati a portare la guerriglia nel Meridione: Giuseppe Fanelli, ex combattente per la Repubblica Romana, aveva seguito Fabrizi nell'esilio in Corsica e a Malta, operava segretamente a Napoli e in seguito sarà propagatore dell'anarchismo bakuniniano in Spagna; Luigi Dragone e sua moglie Rosa che militavano anch'essi a Napoli; Nicola Mignogna ricercato dalla polizia come complice dell'attentato a Pio IX nel settembre 1849; Giovanni Nicotera che diventerà ministro dell'interno nel governo dell'Italia unita; Giovan Battista Falcone, giovane cospiratore rifugiato a Malta; il siciliano Rosolino Pilo.
In principio, si pensò di partire dalla Sicilia dove era molto diffuso il dissapore contro i Borbone, ma il piano definitivo della spedizione previde la partenza dal porto di Genova e lo sbarco a Ponza per liberare alcuni prigionieri politici lì rinchiusi. Dopo di che partire per Sapri, al confine tra Campania e Basilicata, in un punto strategico ideale per attendere i rinforzi che si attendevano numerosi e con i quali marciare su Napoli.
Il 4 giugno 1857 Pisacane si riunì con gli alti capi della guerriglia per stabilire tutti i particolari dell'impresa.
Un primo tentativo si ebbe il 6 giugno, ma fallì perché l'avanguardia di Rosolino Pilo aveva perso il carico di armi in una tempesta. Con l'intento di raccogliere armi e consensi, Pisacane si recò a Napoli, travestito da prete. Ma l'esito fu molto deludente. Pisacane, però, non si lasciò scoraggiare persistendo nei suoi intenti.

### La spedizione e la morte
(Luigi Mercantini, La spigolatrice di Sapri)
Il 25 giugno 1857 Pisacane s'imbarcò con altri ventiquattro rivoluzionari, tra cui Giovanni Nicotera e Giovan Battista Falcone, sul piroscafo di linea Cagliari, della Società Rubattino, originariamente diretto a Tunisi.
Venti tra i partecipanti alla spedizione redassero e sottoscrissero un documento che ben rifletteva l'ideologia politica di Pisacane fondata sulla "propaganda del fatto":
(Su Il Cagliari la sera del 25 giugno 1857, alle 21.30)
La spedizione ebbe un contributo economico da Adriano Lemmi, banchiere livornese di stampo mazziniano. Pilo si occupò nuovamente del trasporto delle armi, e partì il giorno dopo su alcuni pescherecci. Ma anche questa volta Pilo fallì nel compito assegnatogli e lasciò Pisacane senza le armi e i rinforzi che gli erano necessari. Pisacane continuò senza cambiare piani: impadronitosi della nave durante la notte, con la complicità dei due macchinisti britannici, si dovette accontentare delle poche armi che erano imbarcate sul Cagliari.
Il 26 giugno sbarcò a Ponza dove, sventolando il tricolore, riuscì agevolmente a liberare 323 detenuti, poche decine dei quali per reati politici, aggregandoli quasi tutti alla spedizione. Il 28, il Cagliari ripartì carico di detenuti comuni e delle armi sottratte al presidio borbonico.
La sera i congiurati sbarcarono presso Sapri, probabilmente, per la precisione, in contrada Uliveto nel comune di Vibonati, a circa 1,5 km dal confine con il comune di Sapri. Lo sbarco, infatti, difficilmente sarebbe potuto avvenire nella baia di Sapri in quanto i fondali non lo permettevano. Inoltre, la mappa trovata addosso a Pisacane riportava una X sulla località "Oliveto", territorio di Vibonati.

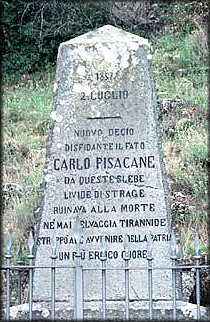
Cippo sepolcrale di Carlo Pisacane, presso il luogo della morte, località Salemme, Sanza (SA), realizzato dopo il 1860.

Il 30 giugno Pisacane giunse a Casalnuovo (dopo l'Unità, Casalbuono) dove fu ben accolto dalla popolazione che rimase però malamente impressionata dalla condanna a morte inflitta, per dare prova di onestà e come ammonimento ai galeotti liberati a Ponza, al rivoluzionario Eusebio Bucci, che aveva derubato una donna.

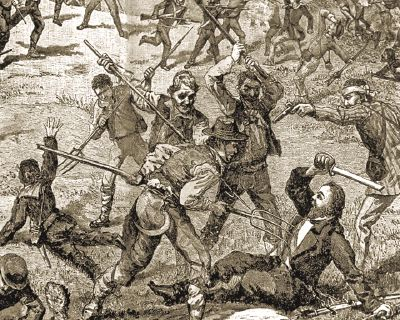
La morte di Carlo Pisacane, massacrato dai contadini di Sanza incitati dai filoborbonici.

Nella sua marcia verso Napoli, Pisacane decise di fermarsi a Padula dove era attivo un gruppo settario mazziniano i cui capi erano stati da poco arrestati dalla polizia. Qui fu ospitato nel palazzo di un simpatizzante della rivoluzione, Don Federico Romano che cercò nella notte tra il 30 giugno e il 1º luglio di convincere Pisacane a rinunciare all'impresa improvvisata.
La mattina seguente accadde un altro episodio che impressionò i rivoluzionari: una donna, Giuseppina Puglisi, che si era imbarcata a Ponza, per vendetta ammazzò un membro della spedizione, un tale Michelangelo Esposito, un ex militare borbonico in congedo che anni prima le aveva ucciso il marito.
I rivoltosi non trovarono ad attenderli quelle masse insurrezionali che si aspettavano ma incominciarono lo stesso la rivolta liberando i carcerati di Padula e assaltando le case dei nobili. Nel frattempo i "ciaurri" sobillavano i contadini contro i ribelli tra i quali erano banditi conosciuti e attivi in quei territori.
L'arrivo dei gendarmi borbonici e del VII Cacciatori costrinse Pisacane e i suoi a ritirarsi nell'abitato di Padula dove tra gli spari, provenienti dalle finestre delle case e dagli angusti vicoli, morirono 53 dei suoi seguaci. Gli altri, per un totale di 150, vennero catturati e consegnati ai gendarmi.
Pisacane, con Nicotera, Falcone e gli ultimi superstiti, riuscì a fuggire a Sanza, vicino a Buonabitacolo, dove all'alba del 2 luglio il parroco, don Francesco Bianco, fece suonare le campane per avvertire il popolo dell'arrivo dei "briganti". I ribelli furono ancora una volta aggrediti e massacrati a uno a uno a colpi di roncola, pale, falci. Pisacane esortò i compagni a non colpire il popolo ingannato dalla propaganda, ma anche la disperata difesa opposta non servì a nulla.
Perirono in 83 e tra questi Pisacane, il quale si suicidò per evitare di cadere prigioniero; tale versione risulta quella più aderente ai fatti, visto che nessun documento o elemento materiale che portava Pisacane sono stati ritrovati, in quanto probabilmente distrutti dallo stesso prima di suicidarsi. Intanto, per ingraziarsi la riconoscenza del governo borbonico e ottenere riconoscimenti, molti si attribuirono i meriti del suo decesso: forse ucciso da Sabino Laveglia, capo urbano della guardia cittadina di Sanza, e Falcone. Secondo altre versioni Pisacane fu ucciso dai soldati borbonici, mentre secondo un altro diverso resoconto, Pisacane e Falcone, feriti gravemente e in procinto di essere uccisi, si suicidarono con le loro pistole; quelli scampati all'ira popolare furono poi processati nel gennaio del 1858: condannati a morte, furono graziati dal Re, che tramutò la pena in ergastolo. I due macchinisti britannici, che avevano favorito l'imbarco di Pisacane sul piroscafo "Cagliari", per intervento del loro governo furono dichiarati non perseguibili per infermità mentale.
Negli atti del processo per diffamazione intentato da Nicotera contro chi lo riteneva un delatore si trova questa frase: "non volendo più sopravvivere alla vista dell'esanime suo compagno Pisacane brandì il pugnale per suicidarsi (metodo già adottato in quel frangente da Foschini e più rapido e indolore di un colpo di pistola in bocca che mi suona proprio come una versione costruita a posteriori), fu pronto a tal vista uno dei liberati dal forte Ponza agnominato Nasodicane ad afferrarlo di slancio e costringerlo a non uccidersi."
Nonostante questa frase che indica chiaramente come Pisacane e Nicotera gravemente feriti entrambi sono stati assieme catturati dalle guardie urbane che poi li hanno rimessi nelle mani dei soldati borbonici il solo Nicotera verrà poi trasferito a Salerno per essere interrogato. Il trauma cranico subito da entrambi a causa delle armi rudimentali usate dalle guardie urbane può provocare uno svenimento anche successivo al momento in cui si riceve il colpo quindi Nicotera ancora cosciente poteva essere interrogato, ma Pisacane svenuto senza sapere se avrebbe ripreso conoscenza a no non era nelle condizioni per essere sottoposto ad un interrogatorio...
Nicotera, gravemente ferito, fu portato in catene a Salerno dove venne processato e condannato a morte. Anche per lui la pena fu tramutata in ergastolo grazie all'azione del governo inglese che guardava con crescente preoccupazione la furia repressiva di Ferdinando II. Con il successivo intervento della spedizione dei Mille di Garibaldi Nicotera fu liberato e, avviatosi alla carriera politica (diverrà Ministro dell'Interno), ottenne da Garibaldi un decreto di mantenimento per la compagna di Pisacane, Enrichetta, della quale adottò la figlia Silvia.
I morti di Padula vennero sepolti in una fossa comune di una chiesa, mentre il corpo di Pisacane, come quello degli altri caduti a Sanza, venne cremato in un rogo eretto nello stesso posto, seguendo la legislazione sanitaria verso coloro che restavano insepolti per alcuni giorni, e le ceneri seppellite nel vicino cimitero o disperse. Un cippo funerario commemorativo, apposto dopo la spedizione dei Mille del 1860, lo ricorda vicino al luogo dove cadde.

### Il concorrente progetto murattiano
Secondo Nicola Nisco (1816-1901) i timori di un risveglio del Murattismo, che ambiva alla restaurazione di casa Murat nel Sud, avevano indotto i mazziniani napoletani Giuseppe Fanelli e Nicola Dragone a organizzare la spedizione di Pisacane, anche per anticipare un analogo tentativo di sbarco insurrezionale che i murattiani stavano preparando a Marsiglia. Anche in caso di insuccesso il tentativo di Pisacane avrebbe comunque impedito o reso molto difficile l’attuazione di un secondo tentativo murattiano di prendere il potere nel Sud.
Il progetto murattiano si ispirava al trattato di Aix in Savoia, alla redazione del quale presero parte Pietro Leopardi e Antonio Scialoja, con il Saliceti e il generale Talabot, questi ultimi due in rappresentanza di Luciano Murat. Il trattato di Aix prevedeva la creazione di una confederazione italiana di due regni, uno del Nord e un altro del Sud, mentre il papato restava indipendente, progetto che preoccupava i sostenitori dell’unità nazionale, in particolare i repubblicani.

## Il valore politico e morale della spedizione fallita

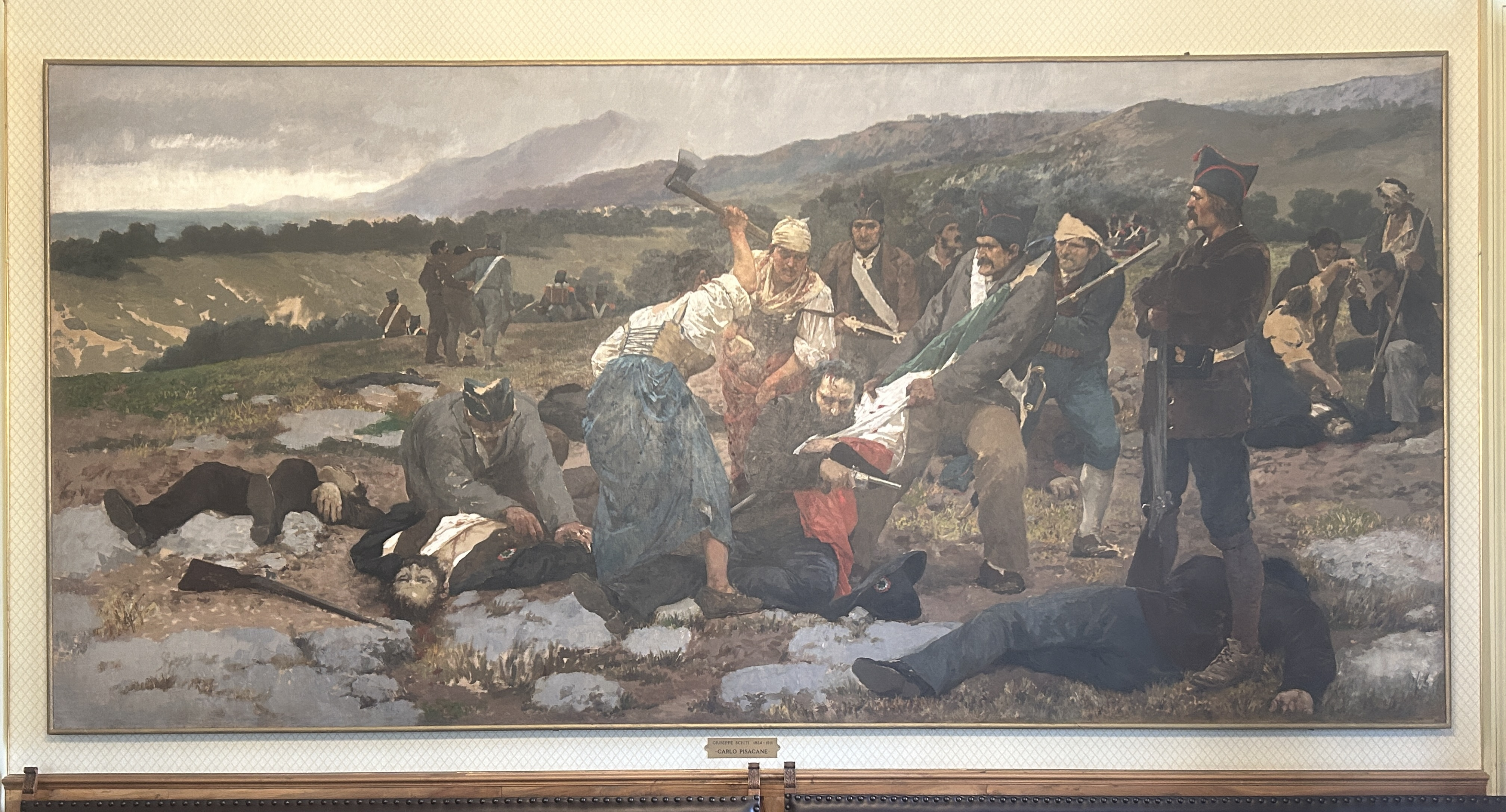
La spedizione in un quadro di Giuseppe Sciuti.

Come lasciò scritto nel suo testamento politico, Pisacane ribadiva l'ideale mazziniano del «sacrificio senza speranza di premio»: «ogni mia ricompensa io la troverò nel fondo della mia coscienza e nell'animo di questi cari e generosi amici [...] che se il nostro sacrificio non apporta alcun bene all'Italia, sarà almeno una gloria per essa aver prodotto figli che vollero immolarsi al suo avvenire». Ciò che contava dunque era dare l'esempio per stimolare gli animi all'azione, un'azione volta non alla mera sostituzione di un potere con un altro, bensì alla rivoluzionaria ricostruzione di una società più equa e libera.
La spedizione fallita ebbe in effetti il merito di riproporre all'opinione pubblica italiana la "questione napoletana", la liberazione cioè del Mezzogiorno italiano da quel governo borbonico che il ministro inglese Gladstone definiva «negazione di Dio eretta a sistema di governo». Infine il tentativo di Pisacane sembrava riproporre la possibilità di un'alternativa democratico-popolare come soluzione al problema italiano: era un segnale d'allarme che costituì per il governo di Vittorio Emanuele II uno stimolo ad affrettare i tempi dell'azione.
Carlo Pisacane non si lasciò dietro nessun movimento. Esercitò tuttavia una profonda influenza sui repubblicani più giovani, sia attraverso i suoi personali collaboratori, sia, dopo la sua morte, attraverso i suoi scritti. Questa influenza contribuì a creare il clima favorevole che accolse Bakunin quando arrivò a Firenze nel 1864. È significativo il fatto che sia della Fratellanza Fiorentina sia della Fratellanza Internazionale, fondata più tardi a Napoli, fecero parte vecchi compagni di Pisacane.
La figura di Pisacane rimane tutt'oggi fra le più importanti del Risorgimento italiano. Sarà di ispirazione anche per i fratelli Rosselli, Carlo e Nello, autore del saggio Carlo Pisacane nel Risorgimento italiano, entrambi militanti antifascisti e liberalsocialisti, fondatori di Giustizia e Libertà.

## Pubblicazioni

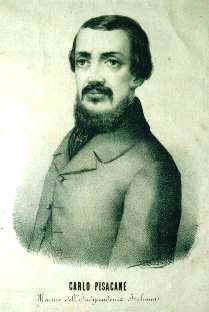
Carlo Pisacane.

Carlo Pisacane, che aveva pubblicato le opere Guerra combattuta in Italia negli anni 1848-49 (Lugano 1850 - Genova 1851) e Saggi storici-politici-militari sull'Italia (1858) e che nel 1856 aveva fondato insieme con Rosolino Pilo il periodico La libera parola, in virtù di questa sua avventura, venne ben presto eletto a eroe nazionale dalla propaganda risorgimentale. Il più celebre dei saggi, suo testamento politico, è il Saggio sulla rivoluzione pubblicato nel 1860.
Nel 1853 aveva inoltre pubblicato anche un opuscolo di carattere tecnico intitolato "Replica alle osservazioni dell'ing. cav. Rovere intorno ai lavori della Galleria di Valenza". Altre pubblicazioni erano uscite a Losanna come riflessione sulla sconfitta militare della repubblica romana: "Rapido cenno sugli ultimi avvenimenti di Roma dalla salita della breccia al dì 15 luglio 1849" per Carlo Pisacane (Losanna, Soc. ed. Unione, tip. L. Genton Luquiens e C., 1849).
Sempre a Losanna aveva pubblicato Lettere di un antico ufficiale napoletano ai suoi commilitoni, Lausanne, s.n. 1855.

## Filmografia
- 1973 - Allonsanfàn di Paolo e Vittorio Taviani con Marcello Mastroianni
- 1975 - Quanto è bello lu murire acciso di Ennio Lorenzini con Stefano Satta Flores
- 2010 - Noi credevamo di Mario Martone